# 城山スズメ
城山スズメ（しろやまスズメ）は、南日本放送（MBC）で放送されているラジオ番組。毎週月曜から金曜まで放送されている。

## 概要
1953年（昭和28年）10月10日、ラジオ南日本として開局した日にスタートした。同日に放送を開始した『希望のリボン』と共に、日本のラジオ番組では60年以上続いている最長寿番組のひとつ。番組内容は、最近のニュースや音楽、鹿児島県の情報、リスナーからの投稿が中心である。音楽は、リクエスト曲を中心に一日10数曲が流され、公式ウェブサイトにも記載されている。かつてのMBCラジオには、深夜の洋楽番組『ユアヒットパレード』以外の番組では洋楽を流さないという方針があった事もあり、かかる音楽は邦楽が中心である。
番組名は、当時の放送部長により決定された、番組名の城山は鹿児島市にある「城山」、スズメは「他愛もないお喋り」を意味する。テーマ曲として松平晃と伏見信子のデュエット曲「花言葉の唄」のインストゥルメンタルを使用しており、1968年（昭和43年） - 1981（昭和56年）年は佐良直美の「世界は二人のために」を使用していた。
1978年（昭和53年）1月 - 1989年（昭和64年）9月には、MBCテレビでもネットされていたTBSの『ザ・ベストテン』でのラジオ総合ベスト10に、当番組のリクエストランキングデータがMBCのデータとして毎週送られ、用いられていた。パーソナリティである采野吉洋は、『ザ・ベストテン』で鹿児島地区の追っかけマンを務めており、『ザ・ベストテン』の番組内では、『城山スズメのベスト10』と呼称していた。
2010年代中盤までは、午後4時台に「MBCヘッドラインニュース」があり、基本的にこの時間の司会者で担当していたが、原則はアナウンサー担当だったものの、司会がタレントのみの際はタレントがニュースを読んでおり、猪俣睦彦や野口たくお、二見いすずや笹田美樹が経験している。また、この直後には「MBCニューズナウ」の告知で藤原一彦アナが登場していた。

## 放送時間
1953年10月10日の番組開始時は平日16:25 - 16:40の15分番組であり、1961年（昭和36年）から1時間、1973年（昭和48年）から2時間と拡大された。日曜も放送があった時は、15:00 - 16:50に放送されていた。2008年（平成20年）3月までは、週末の当時間帯がワイド番組に内包されることもあったが、城山スズメ枠として前述の音楽を流してきた。しかし、同年4月からは毎週日曜に『おッつゥ〜かごしま』が放送開始された事で、開局から形式上続けられてきた全日放送は、同年3月30日を最後に途切れた。
『おッつゥ〜かごしま』と『Hello!みちようび』の2番組は元々、城山スズメの日曜日として扱われていた。『ズバッ@RADIO〜青だよ!たくちゃん!〜』は、司会進行の野口たくおと美坂理恵が青だよ!たくちゃん!の番組が開始された直前の月まで、コンビで城山スズメの火曜日を担当していた事もあり、当初の青だよ!たくちゃん!は城山スズメの土曜日版ともされていた。なお、MBCラジオの土曜日と日曜日の番組表においては、城山スズメのタイトル文字は2010年4月版からは消滅している。
- 月曜 - 金曜 13:30 - 16:40 （2015年10月から）

### 過去の放送時間
月 - 金
- 14:50 - 16:50 （1993年3月まで）
- 14:30 - 16:50 （1993年4月 - 2008年3月）
- 14:00 - 16:40 （2008年4月 - 2015年9月）

土曜日
- 15:00 - 16:50
- 14:00 - 16:50 （1999年4月から2010年3月まで、『土曜はおまかせ「うねうねWEEKEND」』の枠内に入る）

日曜日
- 15:00 - 16:50 （1999年4月から2010年3月まで、『日曜ワイド竹丸・知子のみなみなサンデー』→『みなみなサンデー“竹丸のネェさんとヨイッショ!”』→『おッつゥ〜かごしま』の枠内に入る）

## 出演者
番組開始時は、放送日に出勤したアナウンサーが1人で担当し、1964年（昭和39年）4月から曜日固定担当制となる。1973年（昭和48年）7月に2人体制に変更したものの、1987年（昭和62年）には再度1人体制に変更された。2005年（平成17年）4月以降は、再び2人体制となる。
2005年（平成17年）4月4日からはパーソナリティを大幅に変更し、長年パーソナリティを務めた猪俣睦彦が降板した。その後、猪俣は2007年（平成19年）4月から1年ほど復帰し、2009年（平成21年）4月3日から金曜担当で2度目の復帰を果たす。2010年（平成22年）4月からは木曜日を担当していたが、2011年（平成23年）3月23日を最後に勇退した。また、同じく30年あまり出演し続けた植田美千代も、2011年（平成23年）3月21日でレギュラー出演からは退き、その後はピンチヒッターとして代理出演をしている。
2011年（平成23年）4月4日放送からは土曜日の『うねうねWEEKEND』で人気を博した采野吉洋と笹田美樹が月曜から金曜までを担当し、平日のパーソナリティ統一は番組開始以来、初となる。2022年（令和4年）10月7日から豊平有香と岩崎弘志が金曜パーソナリティを担当。2023年（令和5年）10月からは豊平に代わり小野鼓太郎が担当。

## 現在のパーソナリティ
★はMBCの局アナウンサー、☆はMBCタレント
月曜日〜水曜日
- 采野吉洋★
- 笹田美樹☆

木曜日
- 岩崎全智★
- 玉谷愛★

金曜日
- 岩崎弘志★
- 田神沙羅★

## 歴代パーソナリティ
基本的には曜日固定制であった。
| 期間       | 期間      | 月                    | 火                    | 水                       | 木                       | 金                    | 土                                               | 日                                |
| ---------- | --------- | --------------------- | --------------------- | ------------------------ | ------------------------ | --------------------- | ------------------------------------------------ | --------------------------------- |
| 1975年4月  | 1976年3月 | 深沢昇 植田美千代★    | 安田勝英 泊洋子       | 井上輝夫 山野真理        | 浜平賢司 瀬戸口伊津子    | 有馬孝栄 那加野裕美   | 瀬川洋一郎、志摩れい子                           | 瀬川洋一郎、志摩れい子            |
| 1976年4月  |           | 有馬孝栄 植田美千代   | 安田勝英 泊洋子       | 沢田和博 今村慶子        | 浜平賢司 瀬戸口伊津子    | 堀之内隆 中川路雅子   | 瀬川洋一郎、志摩れい子                           | 瀬川洋一郎、志摩れい子            |
| 1981年4月  | 1982年3月 | 小沢達雄 二見いすず★  | 沢田和博 植田美千代★  | 田辺令吉 瀬戸口伊津子    | 藤原一彦 澄本禎子        | 有馬孝栄 宮原悦子     | 古川廣生 東桂子                                  | 瀬川洋一郎 志摩れい子             |
| 1982年4月  | 1984年3月 | 有馬孝栄、宮原悦子    | 有馬孝栄、宮原悦子    | 瀬川洋一郎 志摩れい子    | 小沢達雄、植田美千代★    | 小沢達雄、植田美千代★ | 古川廣生、二見いすず★                            | 古川廣生、二見いすず★             |
| 1984年4月  | 1984年9月 | 瀬川洋一郎 志摩れい子 | 有馬孝栄 磯田道子     | 采野吉洋★ 瀬戸口伊津子   | 安田勝英 東桂子          | 田辺令吉 植田美千代★  | 沢田和博 二見いすず★                             | 有馬孝栄 宮原悦子                 |
| 1984年10月 | 1985年3月 | 瀬川洋一郎 志摩れい子 | 沢田和博 瀬戸口伊津子 | 采野吉洋 植田美千代      | 安田勝英 東桂子          | 田辺令吉 村山直美     | 古川廣生 二見いすず★                             | 有馬孝栄 宮原悦子                 |
| 1985年4月  | 1985年9月 | 猪俣睦彦☆ 植田美千代★ | 沢田和博 瀬戸口伊津子 | 小沢達雄 上野知子★       | 城光寺剛 他              | 田辺令吉 志摩れい子   | 古川廣生 二見いすず★                             | 采野吉洋★ 宮原悦子                |
| 1985年10月 | 1986年3月 | 猪俣睦彦☆ 植田美千代★ | 沢田和博 瀬戸口伊津子 | 小沢達雄 上野知子★       | 城光寺剛 他              | 田辺令吉 志摩れい子   | 古川廣生 山崎典子                                | 采野吉洋★ 徳永恭子                |
| 1986年4月  | 1986年9月 | 小沢達雄、植田美千代  | 小沢達雄、植田美千代  | 古川廣生、山崎典子       | 古川廣生、山崎典子       | 猪俣睦彦、志摩れい子  | 猪俣睦彦、志摩れい子                             | 猪俣睦彦 志摩れい子               |
| 1986年10月 | 1987年3月 | 小沢達雄、植田美千代  | 小沢達雄、植田美千代  | 古川廣生、山崎典子       | 古川廣生、山崎典子       | 猪俣睦彦、志摩れい子  | 猪俣睦彦、志摩れい子                             | 沢田和博 徳永恭子                 |
| 1987年4月  | 1987年9月 | 沢田和博 徳永恭子     | 猪俣睦彦、志摩れい子  | 猪俣睦彦、志摩れい子     | 小沢達雄、植田美千代     | 小沢達雄、植田美千代  | 古川廣生 山崎典子                                | 沢田和博 徳永恭子                 |
| 1987年10月 | 1988年3月 | 志摩れい子            | 古川廣生              | 植田美千代               | 山崎典子                 | 猪俣睦彦              | 沢田和博                                         | 二見いすず☆                       |
| 1988年4月  | 1988年9月 | 植田美千代            | 志摩れい子            | 猪俣睦彦                 | 古川廣生                 | 采野吉洋              | 田辺令吉                                         | 山崎典子                          |
| 1988年10月 | 1989年3月 | 志摩れい子            | 植田美千代            | 猪俣睦彦                 | 古川廣生                 | 采野吉洋              | 田辺令吉                                         | 山崎典子                          |
| 1989年4月  | 1989年9月 | 山崎典子              | 志摩れい子            | 猪俣睦彦                 | 植田美千代               | 古川廣生              | 采野吉洋                                         | 有馬孝栄                          |
| 1989年10月 | 1990年9月 | 猪俣睦彦              | 古川廣生              | 志摩れい子               | 藤原一彦                 | 植田美千代            | 采野吉洋                                         | 山崎典子                          |
| 1990年10月 | 1992年3月 | 猪俣睦彦              | 古川廣生              | 志摩れい子               | 藤原一彦                 | 植田美千代            | 采野吉洋                                         | 井川千也                          |
| 1992年4月  | 1992年9月 | 猪俣睦彦              | 古川廣生              | 志摩れい子               | 藤原一彦                 | 植田美千代            | 采野吉洋                                         | 上野知子                          |
| 1992年10月 | 1993年3月 | 猪俣睦彦              | 田辺令吉              | 志摩れい子               | 古川廣生                 | 植田美千代            | 采野吉洋                                         | 上野知子                          |
| 1993年4月  | 1994年9月 | 猪俣睦彦              | 植田美千代            | 志摩れい子               | 瀬川洋一郎               | 古川廣生              | 采野吉洋                                         | 上野知子                          |
| 1994年10月 | 1995年3月 | 猪俣睦彦              | 上野知子              | 志摩れい子               | 瀬川洋一郎               | 古川廣生              | 桐山隆                                           | 木戸宏実                          |
| 1995年4月  | 1996年3月 | 猪俣睦彦              | 城光寺剛              | 有馬孝栄                 | 菅谷朋代                 | 古川廣生              | 桐山隆                                           | 木戸宏実                          |
| 1996年4月  | 1996年9月 | 猪俣睦彦              | 藤田敏行              | 古川廣生                 | 采野吉洋                 | 菅谷朋代              | 太田祐輔                                         | 木戸宏実                          |
| 1996年10月 | 1997年3月 | 猪俣睦彦              | 藤田敏行              | 菅谷朋代                 | 采野吉洋                 | 植田美千代            | 太田祐輔                                         | 木戸宏実                          |
| 2000年10月 | 2001年3月 | 猪俣睦彦              | 菅谷朋代              | 重富真美                 | 藤田敏行                 | 宮原悦子              | 采野吉洋★ 笹田美樹☆ スマイリー園田☆ （途中から） | 桂竹丸 上野知子                   |
| 2001年4月  | 2010年9月 | 藤田敏行              | 下山英哉              | 菅谷朋代                 | 重富真美                 | 植田美千代            | 采野吉洋★ 笹田美樹☆ スマイリー園田☆ （途中から） | 桂竹丸 上野知子                   |
| 2001年10月 | 2002年9月 | 植田美千代            | 下山英哉              | 菅谷朋代                 | 重富真美                 | 藤田敏行              | 采野吉洋★ 笹田美樹☆ スマイリー園田☆ （途中から） | 桂竹丸 上野知子                   |
| 2002年10月 | 2003年9月 | 植田美千代            | 下山英哉              | 猪俣睦彦                 | 重富真美                 | 野口たくお 他         | 采野吉洋★ 笹田美樹☆ スマイリー園田☆ （途中から） | 桂竹丸 上野知子                   |
| 2003年10月 | 2005年3月 | 木戸宏実              | 采野吉洋              | 猪俣睦彦                 | 植田美千代               | 上野知子              | 采野吉洋★ 笹田美樹☆ スマイリー園田☆ （途中から） | 桂竹丸 植田美千代                 |
| 2005年4月  | 2006年3月 | 植田美千代、松木圭介  | 植田美千代、松木圭介  | 上野知子、野口たくお     | 上野知子、野口たくお     | 上野知子、野口たくお  | 采野吉洋★ 笹田美樹☆ スマイリー園田☆ （途中から） | 桂竹丸 木戸宏実                   |
| 2006年4月  | 2006年3月 | 植田美千代、松木圭介  | 植田美千代、松木圭介  | 野口たくお、早稲田裕美子 | 野口たくお、早稲田裕美子 | 野口たくお 二見いすず | 采野吉洋★ 笹田美樹☆ スマイリー園田☆ （途中から） | 桂竹丸 木戸宏実                   |
| 2006年10月 | 2007年3月 | 植田美千代 宮井紀行   | 松木圭介 豊平有香     | 野口たくお、早稲田裕美子 | 野口たくお、早稲田裕美子 | 野口たくお 竹下裕理   | 采野吉洋★ 笹田美樹☆ スマイリー園田☆ （途中から） | 桂竹丸 木戸宏実                   |
| 2007年4月  | 2008年3月 | 植田美千代 宮井紀行   | 二見いすず 岡田祐介   | 野口たくお 早稲田裕美子  | 野口たくお 美坂理恵      | 猪俣睦彦 竹下裕理     | 采野吉洋★ 笹田美樹☆ スマイリー園田☆ （途中から） | 桂竹丸 早稲田裕美子               |
| 2008年4月  | 2009年3月 | 桂竹丸 植田美千代     | 二見いすず 岡田祐介   | 野口たくお☆ 笹田美樹☆    | 野口たくお 豊平有香★     | 宮井紀行 竹下裕理     | 采野吉洋★ 笹田美樹☆ スマイリー園田☆ （途中から） | DJ EIJI 植田美千代 スマイリー園田 |
| 2009年4月  | 2010年3月 | 桂竹丸 植田美千代     | 二見いすず 宮井紀行   | 野口たくお☆ 笹田美樹☆    | 野口たくお 豊平有香★     | 猪俣睦彦 美坂理恵     | 采野吉洋★ 笹田美樹☆ スマイリー園田☆ （途中から） | DJ EIJI 植田美千代 スマイリー園田 |
| 2010年4月  | 2011年3月 | 岩﨑弘志★ 植田美千代★ | 野口たくお☆ 美坂理恵  | 野口たくお☆ 笹田美樹☆    | 猪俣睦彦☆ 上野知子★      | 二見いすず☆ 宮井紀行  | 番組表からは消滅 ↓ 別番組                        | 番組表からは消滅 ↓ 別番組         |
| 2011年4月  | 2022年9月 | 采野吉洋、笹田美樹    | 采野吉洋、笹田美樹    | 采野吉洋、笹田美樹       | 采野吉洋、笹田美樹       | 采野吉洋、笹田美樹    | 番組表からは消滅 ↓ 別番組                        | 番組表からは消滅 ↓ 別番組         |
| 2022年10月 | 2023年9月 | 采野吉洋、笹田美樹    | 采野吉洋、笹田美樹    | 采野吉洋、笹田美樹       | 采野吉洋、笹田美樹       | 豊平有香★ 岩崎弘志★   | 番組表からは消滅 ↓ 別番組                        | 番組表からは消滅 ↓ 別番組         |
| 2023年10月 | 2024年9月 | 采野吉洋、笹田美樹    | 采野吉洋、笹田美樹    | 采野吉洋、笹田美樹       | 采野吉洋、笹田美樹       | 岩崎弘志★ 小野鼓太郎★ | 番組表からは消滅 ↓ 別番組                        | 番組表からは消滅 ↓ 別番組         |
| 2024年10月 | 2025年3月 | 采野吉洋、笹田美樹    | 采野吉洋、笹田美樹    | 采野吉洋、笹田美樹       | 岩崎全智★ 玉谷愛★        | 岩崎弘志★ 村田晏奈★   | 番組表からは消滅 ↓ 別番組                        | 番組表からは消滅 ↓ 別番組         |
| 2025年4月  |           | 采野吉洋、笹田美樹    | 采野吉洋、笹田美樹    | 采野吉洋、笹田美樹       | 岩崎全智★ 玉谷愛★        | 岩崎弘志★ 田神沙羅★   | 番組表からは消滅 ↓ 別番組                        | 番組表からは消滅 ↓ 別番組         |

## 夜の城山スズメ
かつて1985年度から1988年度まで、平日のナイターにおけるオフ期間の10月から3月までの午後7時台から午後8時台に、『夜の城山スズメ』を放送していた時期があった。パーソナリティは、当日の昼の『城山スズメ』のパーソナリティがそのまま『夜の城山スズメ』も兼任していた時があった。以下は、各時期のパーソナリティであり、太字は、当時の同曜日の昼のパーソナリティである。

### 1985年10月 - 1986年3月
放送時間：月曜日 - 金曜日 20:00 - 22:00
- 月曜日：村山直美
- 火曜日：志摩れい子
- 水曜日：山口悦郎
- 木曜日：藤原一彦
- 金曜日：荒田香津丸

### 1986年10月 - 1987年3月
放送時間：月曜日 - 金曜日 19:40 - 21:00
- 月曜日：有馬孝栄、有川美穂
- 火曜日：荒田香津丸、町田祐子
- 水曜日：城光寺剛、薗山麗
- 木曜日：伊太地山伝兵衛、村山雅子
- 金曜日：田辺令吉、平石夕喜

### 1987年10月 - 1988年3月
放送時間：月曜日 - 金曜日 19:40 - 21:00、土曜日 19:00 - 21:00
- 月曜日：有馬孝栄、志摩れい子
- 火曜日：古川廣生、山下美智代
- 水曜日：桐山隆、植田美千代
- 木曜日：田辺令吉、山崎典子
- 金曜日：猪俣睦彦、徳永恭子
- 土曜日：沢田和博、井川千也

### 1988年10月 - 1989年3月
放送時間：火曜日 - 金曜日 19:40 - 21:00
- 火曜日：植田美千代、城光寺剛
- 水曜日：猪俣睦彦、山崎典子
- 木曜日：古川廣生、稗田尚子
- 金曜日：采野吉洋、木戸宏実